# Książ Mały
Książ Mały is een plaats in het Poolse district Miechowski, woiwodschap Klein-Polen. De plaats maakt deel uit van de gemeente Książ Wielki en telt 220 inwoners.